# فرانسيس فولر
فرانسيس فولر (بالإنجليزية: Frances Fowler)‏ هي رسامة أمريكية، ولدت في يونيو 1864 في بولينغ غرين في الولايات المتحدة، وتوفي بنفس المكان في 5 يونيو 1943.